# فلاندرز (نيويورك)
فلاندرز (بالإنجليزية: Flanders CDP, New York)‏ هي منطقة سكنية تقع بولاية نيويورك في الولايات المتحدة. تبلغ مساحتها 30.1 كم2، وترتفع عن سطح البحر 2 م، بلغ عدد سكانها 4,472 نسمة في عام 2010 حسب إحصاء مكتب تعداد الولايات المتحدة وتصل الكثافة السكانية فيها 148.6 نسمة لكل كيلومتر مربع (384.9/ميل2).

## التركيبة السكانية
حدّد مكتب تعداد الولايات المتحدة بيانات التركيبة السكانية لفلاندرز في تعداد الولايات المتحدة. في ما يلي، التركيبة السكانية حسب تعدادي 2000 و2010.

### تعداد عام 2000
بلغ عدد سكان فلاندرز 3,646 نسمة بحسب تعداد عام 2000، وبلغ عدد الأسر 1,260 أسرة وعدد العائلات 889 عائلة مقيمة في المنطقة السكنية. في حين سجلت الكثافة السكانية 121.1 نسمة لكل كيلومتر مربع (313.6/ميل2). وبلغ عدد الوحدات السكنية 1,521 وحدة بمتوسط كثافة قدره 50.5 لكل كيلومتر مربع (130.8/ميل2).
وتوزع التركيب العرقي للمنطقة السكنية بنسبة 71.23% من البيض و19.88% من الأمريكيين الأفارقة و1.37% من الأمريكيين الأصليين و0.71% من الأمريكيين ذوي الأصول الآسيوية و3.81% من الأعراق الأخرى و2.99% من عرقين مختلطين أو أكثر و13.77% من الهسبانيون أو اللاتينيون من أي عرق.
بلغ عدد الأسر 1,260 أسرة كانت نسبة 41.7% منها لديها أطفال تحت سن الثامنة عشر تعيش معهم، وبلغت نسبة الأزواج القاطنين مع بعضهم البعض 47.5% من أصل المجموع الكلي للأسر، ونسبة 16.4% من الأسر كان لديها معيلات من الإناث دون وجود شريك،  بينما كانت نسبة 6.7% من الأسر لديها معيلون من الذكور دون وجود شريكة وكانت نسبة 29.4% من غير العائلات. تألفت نسبة 21.5% من أصل جميع الأسر من عدة أفراد يعيشون في نفس المنزل ونسبة 7% كانت تتألف من شخص يعيش بمفرده يبلغ من العمر 65 عاماً أو أكثر. وبلغ متوسط حجم الأسرة المعيشية 2.88، أما متوسط حجم العائلات فبلغ 3.27.
بلغ العمر الوسطي للسكان 34.5 عاماً. وكانت نسبة 27.8% من القاطنين تحت سن الثامنة عشر، وكانت نسبة 9.6% بين الثامنة عشر والرابعة والعشرين عاماً، ونسبة 31.4% كانت واقعةً في الفئة العمرية ما بين الخامسة والعشرين والرابعة والأربعين عاماً، ونسبة 21.9% كانت ما بين الخامسة والأربعين والرابعة والستين، ونسبة 8.9% كانت ضمن فئة الخامسة والستين عاماً فما فوق. يوجد لكل 100 أنثى 103.2 ذكر، ويوجد لكل 100 أنثى في الثامنة عشر من عمرها فما فوق 96.8 ذكر.
بلغ متوسط دخل الأسرة في المنطقة السكنية 46,711 دولارًا، أما متوسط دخل العائلة فبلغ 49,031 دولارًا. وكان متوسط دخل الذكور 37,548 دولارًا مقابل 23,897 دولارًا للإناث. وسجل دخل الفرد الخاص بالمنطقة السكنية 19,484 دولارًا. وكانت نسبة 8.4% من العائلات ونسبة 13.5% من السكان تحت خط الفقر، وكان من هؤلاء نسبة 21.3% تحت سن الثامنة عشر ونسبة 0% في الخامسة والستين من العمر وما فوق.

### تعداد عام 2010
بلغ عدد سكان فلاندرز 4,472 نسمة بحسب تعداد عام 2010، وبلغ عدد الأسر 1,345 أسرة وعدد العائلات 967 عائلة مقيمة في المنطقة السكنية. في حين سجلت الكثافة السكانية 148.6 نسمة لكل كيلومتر مربع (384.9/ميل2). وبلغ عدد الوحدات السكنية 1,684 وحدة بمتوسط كثافة قدره 55.9 لكل كيلومتر مربع (144.8/ميل2).
وتوزع التركيب العرقي للمنطقة السكنية بنسبة 65.25% من البيض و13.80% من الأمريكيين الأفارقة و1.50% من الأمريكيين الأصليين و1.10% من الأمريكيين ذوي الأصول الآسيوية و0.02% من سكان جزر المحيط الهادئ و14.58% من الأعراق الأخرى و3.76% من عرقين مختلطين أو أكثر و37.50% من الهسبانيون أو اللاتينيون من أي عرق.
بلغ عدد الأسر 1,345 أسرة كانت نسبة 42.4% منها لديها أطفال تحت سن الثامنة عشر تعيش معهم، وبلغت نسبة الأزواج القاطنين مع بعضهم البعض 48.6% من أصل المجموع الكلي للأسر، ونسبة 15.5% من الأسر كان لديها معيلات من الإناث دون وجود شريك،  بينما كانت نسبة 7.8% من الأسر لديها معيلون من الذكور دون وجود شريكة وكانت نسبة 28.1% من غير العائلات. تألفت نسبة 19.5% من أصل جميع الأسر من عدة أفراد يعيشون في نفس المنزل ونسبة 5.9% كانت تتألف من شخص يعيش بمفرده يبلغ من العمر 65 عاماً أو أكثر. وبلغ متوسط حجم الأسرة المعيشية 3.30، أما متوسط حجم العائلات فبلغ 3.55.
بلغ العمر الوسطي للسكان 32.7 عاماً. وكانت نسبة 25.8% من القاطنين تحت سن الثامنة عشر، وكانت نسبة 10.8% بين الثامنة عشر والرابعة والعشرين عاماً، ونسبة 32.2% كانت واقعةً في الفئة العمرية ما بين الخامسة والعشرين والرابعة والأربعين عاماً، ونسبة 23.9% كانت ما بين الخامسة والأربعين والرابعة والستين، ونسبة 7.4% كانت ضمن فئة الخامسة والستين عاماً فما فوق. وتوزع التركيب الجنسي للسكان بنسبة 53.4% ذكور و46.6% إناث.